# Köbər Zəyzid
Köbər Zəyzid è un comune dell'Azerbaigian situato nel distretto di Şəki. Conta una popolazione di 921 abitanti.